# Malapolski
Malapolskin är en hästras som härstammar från sydöstra Polen. Rasen utvecklades för att användas som en lättare jordbrukshäst och används fortfarande inom jordbruket på sina håll i landet. På senare tid har den använts mer och mer inom ridsporten, då speciellt inom banhoppning. Rasen är även nära besläktad med en annan polsk hästras, Wielkopolskin. 

## Historia
Malapolskin utvecklades i sydöstra Polen under 1800-talet för att möta ett växande behov av jordbrukshästar från befolkningen. Man korsade medeltunga polska hästar med olika sorters hästar med inflytande från det arabiska och engelska fullblodet. För att fastställa typen importerades hästar från Ungern som Furioson och Gidran-araben. Två olika typer utvecklades med hjälp av de ungerska hästraserna, Sadeckin som hade mest inflytande av Furioson och Darbowsko-Tarnowski som influerades av Gidran-araberna. 
Under andra världskriget dog många av dessa hästar i kriget, samtidigt som jordbruken mekaniserades, vilket gjorde att efterfrågan på dessa hästar drastiskt minskade. För att rädda rasen korsades de sista exemplaren med atletiska varmblodshästar och lite grövre arbetshästar. 1963 blev rasen officiellt godkänd och det ökande intresset för ridsport fick uppfödarna att satsa på de lättare hästarna och marknadsförde Malapolskin som en tyngre ridhäst. 
Idag avlas rasen på fem större statsstuterier över Polen, bland annat Janow Podlaski som främst är känd för sin världsklassiga uppfödning av arabiska fullblod. Malapolskin är även den absolut vanligaste rasenbland mindre, privata stuterier i centrala och sydöstra Polen.

## Egenskaper
Malapolskin är en ganska lätt arbetshäst eller tyngre ridhäst. I Polen används den fortfarande inom jordbruket på flera håll i landet, men rasen har blivit vanligare på tävlingsbanorna då den har en naturlig atletisk förmåga på grund av de varmblodshästar som korsades in i rasen efter andra världskriget.  
Utseendet kan variera ganska mycket hos olika individer, inte bara på grund av de två olika typerna utan även på grund av skillnaderna i aveln mellan de olika stuterierna och de privata uppfödarna. Malapolskin är vanligtvis mellan 155 och 165 cm i mankhöjd och är oftast mörka som brun, svart eller mörk fux, även om vita eller gråa skimmelfärgade hästar kan förekomma. Huvudet är proportionerligt med en rak nosprofil, nacken är medellång och väl musklad. Ryggen är lång men stark med ett lätt sluttande kors. Benen är långa med bra leder och hårda hovar. Rörelserna är jämna och bekväma. 